# Botha
Botha ist ein vor allem in Südafrika innerhalb der Bevölkerungsgruppe der Buren verbreiteter Familienname. Die Namensträger können meist ihre Herkunft von den Einwanderern Friedrich Both (* 1653 in Wangenheim bei Gotha) oder Samuel Friedrich Bode (* 1730 in Lüneburg) ableiten, die unabhängig voneinander die Kapkolonie erreichten.

## Namensträger
- Adriaan Botha (* 1977), südafrikanischer Leichtathlet
- Annie Botha, (1864–1937), erste First Lady Südafrikas (Südafrikanische Union)
- Bakkies Botha (* 1979), südafrikanischer Rugby-Union-Spieler
- BJ Botha (* 1980), südafrikanischer Rugby-Union-Spieler
- Bryony Botha (* 1997), neuseeländischer Radsportlerin
- Chrysander Botha (* 1988), namibischer Rugby-Union-Spieler
- Corien Botha (* 1970), südafrikanische Leichtathletin
- Daniel Johannes Botha (* 1939), südafrikanischer Botaniker
- Francois Botha (* 1968), südafrikanischer Boxer und Kickboxer
- Gary Botha (* 1981), südafrikanischer Rugby-Union-Spieler
- Heidi Botha (* 1968), südafrikanische Fechterin
- Jacobus Frederik Botha († 1915), südafrikanischer Gründer von Humpata in Angola
- Johan Botha (Sänger) (1965–2016), südafrikanisch-österreichischer Sänger (Tenor)
- Johan Botha (Leichtathlet) (* 1974), südafrikanischer Leichtathlet
- Johan Botha (Cricketspieler) (* 1982), südafrikanischer Cricketspieler
- Karen Botha (* 1967), südafrikanische Leichtathletin
- Leon Botha (1985–2011), südafrikanischer Maler und Musiker
- Louis Botha (1862–1919), Premierminister der Südafrikanischen Union
- Louis Botha (Tischtennisspieler) (* 1957), südafrikanischer Tischtennisspieler
- Luki Botha (1930–2006), südafrikanischer Autorennfahrer
- Michiel Coenraad Botha (1912–1993), südafrikanischer Politiker während der Zeit der Apartheid
- Naas Botha (* 1958), südafrikanischer Rugby-Union-Spieler
- Pieter Willem Botha (1916–2006), südafrikanischer Premierminister und Staatspräsident
- Pik Botha (1932–2018), südafrikanischer Politiker und Außenminister
- Riaan Botha (* 1970), südafrikanischer Leichtathlet
- Stephanus Botha (Wasserballspieler) (* 1931), südafrikanischer Wasserballspieler
- Stephanus Petrus Botha (1922–2010), südafrikanischer Politiker
- Stoffel Botha (1929–1998), südafrikanischer Politiker
- Tertia Botha (* 1979), südafrikanische Sängerin der Preluders
- Tyler Botha (* 1980), südafrikanischer Skeletonsportler
- Werner Botha (* 1978), südafrikanischer Leichtathlet
- Willie Botha (1912–1967), südafrikanischer Leichtathlet
- Xander Botha (* 1994), südafrikanischer Eishockeyspieler

### Vorname
- Botha Sigcau (1913–1978), südafrikanischer Politiker in Transkei